# Sizigie (astronomie)

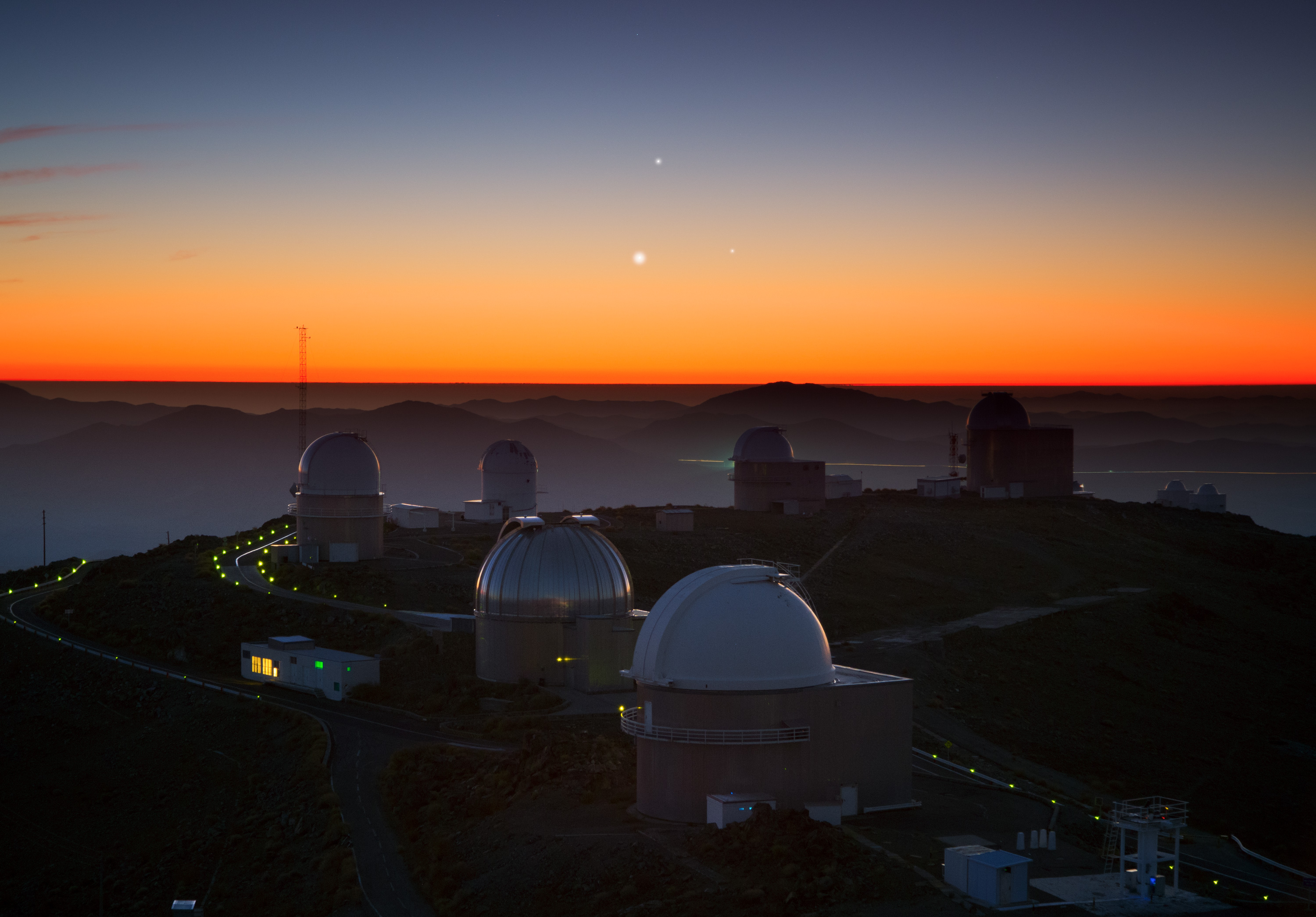
Jupiter (sus), Venus (jos, la stânga) și Mercur (jos, la dreapta) văzute de la observatorul La Silla.

În astronomie, o sizigie (din grecește συζυγία, „reunire”, apoi prin latina târzie syzygia) este o situație în care trei sau mai multe obiecte cerești sunt în conjuncție sau în opoziție.

Tranzitul lui Mercur prin fața discului Soarelui, văzut de roverul Curiosity aflat pe planeta Marte, la 3 iunie 2014.

Acest termen este folosit în general cu referire la Soare, Pământ și Lună sau o planetă.
De exemplu, eclipsele de Lună sau de Soare sunt sizigii; tot așa se vorbește despre sizigie pentru desemnarea Lunilor noi și pline, când Soarele și Luna sunt respectiv în conjuncție sau în opoziție, deși ele nu sunt perfect aliniate cu Pământul.